# Horst Brandstätter
Horst Brandstätter (27 de junio de 1933 - 3 de junio de 2015) fue el propietario de la empresa alemana Brandstätter Group . La empresa fue fundada por Andreas Brandstätter en 1876. A los 19 años, Horst Brandstätter siguió los pasos de su padre y se incorporó a la empresa familiar y la modernizó con éxito. Uno de sus mayores éxitos fue la producción de hula-hoops en 1958. A principios de la década de 1970, encargó al inventor y empleado Hans Beck la producción de un sistema de juguete que con el tiempo se conocería como Playmobil . Brandstätter se retiró de la empresa en el año 2000, pero visitó regularmente las oficinas de la empresa hasta su muerte en 2015.

## Primeros años de vida
Horst Brandstätter nació el 27 de junio de 1933 en Zirndorf, Alemania. Perdió a su padre cuando tenía siete años y su madre le dijo que eventualmente ocuparía el lugar de su padre en la empresa familiar de juguetes a la edad de 21 años  Antes de incorporarse al negocio, Brandstätter se formó como aprendiz en una empresa de fabricación de moldes y matrices, a petición de su madre.

## Carrera
Brandstätter se incorporó a la empresa familiar en 1952, cuando tenía 19 años  En aquel momento, la empresa estaba dirigida por sus dos tíos. Desde sus primeros años en la empresa, Brandstätter se dio cuenta de que los métodos de trabajo estaban obsoletos y trabajó para modernizarlos. Su convicción de que la empresa necesitaba adaptarse a los tiempos se tradujo en un éxito: en 1958 se produjeron los aros de hula, que se convirtieron en un éxito europeo.
A la edad de 78 años, Brandstätter fue elegido Gerente del Año en 2009, era portador de la Cruz Federal Alemana al Mérito y ciudadano honorario de la ciudad de Zirndorf.

## Lanzamiento de Playmobil
Geobra Brandstätter ya fabricaba juguetes de plástico cuando Horst Brandstätter se incorporó a la empresa. Sin embargo, a principios de la década de 1970 el plástico se volvió cada vez más caro. Encargó al inventor Hans Beck que encontrara algunas ideas nuevas. Cuando Beck presentó sus primeros diseños para sus figuras de juguete, Brandstätter se mostró inicialmente escéptico y comentó: "Herr Beck me mostró estas pequeñas figuras, ¡sin coches, sin casas, sin nada!". Sin embargo, luego comprendió que la propuesta ofrecía un concepto mucho más amplio. Su apoyo a Hans Beck permitió a la empresa comenzar la producción de lo que se convirtió en el popular juguete Playmobil, cuyos prototipos habían sido desarrollados por Beck en la empresa. La crisis del petróleo de 1973 hizo necesaria la creación de un juguete cuya producción requería poco plástico sólido; Le había pedido a Beck "el valor máximo de juego para la cantidad mínima de plástico". Más tarde, cuando se le preguntó qué tenía de especial la línea de juguetes, dijo: "El ingrediente especial es el proceso que desencadena en la mente de los niños. Enciende su imaginación y utilizan las figuras de Playmobil para hacer que las historias que evocan cobren vida". ". Las primeras figuras de Playmobil se introdujeron en el mercado del juguete en 1974 e incluían trabajadores de la construcción, nativos americanos y caballeros.

## Jubilación y muerte
Brandstätter se retiró de la empresa en el año 2000, pero siguió visitando las oficinas y siguió siendo el único accionista de la empresa. Figuraba en el puesto 1638 de la lista de multimillonarios de Forbes en 2015. Tras sufrir una breve enfermedad, murió a la edad de 81 años el 3 de junio de 2015 en su casa de Zirndorf, Baviera. Tras su muerte, Brandstätter Group declaró: "Con Horst Brandstätter, la familia Playmobil pierde no sólo a su líder, propietario y patriarca, sino que la industria del juguete alemana ha perdido a una de sus personalidades más distinguidas".
La película de 2019 Playmobil: The Movie estuvo dedicada a él en los créditos finales de la película.